# Берники (деревня, городской округ город Тула)
Берники — деревня входит в городской округ город Тула Тульской области в составе Привокзального территориального округа.

## География
Находится в центральной части Тульской области на расстоянии приблизительно 22 км на запад-северо-запад по прямой от Московского вокзала города Тула.

## История
Упоминалась с 1652 года как Бердники (позднее Берники). В 1859 году здесь (тогда деревня Алексинского уезда Тульской губернии) было отмечено 35 дворов, в 1926 — 195, в конце 1930-х годов — 128. До 2014 года входила в Фёдоровское сельское поселение Ленинского района до их упразднения.

## Население
Постоянное население составляло 390 человек (1859 год), 495 (1926), 55 (русские 96 %) в 2002 году, 30 в 2010.